# Hải long hồng ngọc
Cá rồng biển ruby, cá rồng biển hồng ngọc, hải long ruby hay hải long hồng ngọc (Phyllopteryx dewysea) là một loài cá biển thuộc họ Cá chìa vôi, bao gồm cả cá ngựa và cá chìa vôi. Nó được khám phá vào năm 2015 và là loài thứ hai, mà giống cá ngựa hơn là Hải long cỏ cũng thuộc chi  Phyllopteryx . Loài cá này được đặt tên như vậy để tưởng niệm bà Mary ‘Dewy’ Lowe, người đã cố gắng để bảo vệ những con rồng biển Phyllopteryx taeniolatus và nếu không có sự giúp đỡ của bà sẽ không có được tìm thấy được loài cá mới này.
Nhóm nghiên cứu phát hiện ra loài này, đặt tên cá biển theo màu sắc của nó và họ tin rằng nó có màu đỏ như vậy vì nó sinh sống trong vùng nước sâu, nơi mà màu đỏ được hấp thu hiệu quả hơn và có màu đỏ có thể giúp ngụy trang.
Trong tháng 4 năm 2016 các nhà nghiên cứu đã sử dụng một máy quay phim dưới nước để quay một video của một mẫu sống lần đầu tiên, công bố phát hiện của họ trong tháng 1 năm 2017. Video xác nhận rằng Seadragon ruby có thùy mập mà lùn, chứ không phải là thùy dài như lá hay cỏ nhô ra từ các rồng biển khác trong họ cá chìa vôi.